# Decilaus
Decilaus är ett släkte av skalbaggar. Decilaus ingår i familjen vivlar.

## Dottertaxa tillDecilaus, i alfabetisk ordning[1]
- Decilaus abdominalis
- Decilaus albohumeralis
- Decilaus albonotatus
- Decilaus apicatus
- Decilaus auricomus
- Decilaus bifurcatus
- Decilaus bryophilus
- Decilaus calviceps
- Decilaus citripeda
- Decilaus citriperda
- Decilaus corysopus
- Decilaus coryssopus
- Decilaus cribricollis
- Decilaus cuniculosus
- Decilaus curvipes
- Decilaus curvirostris
- Decilaus distans
- Decilaus episternalis
- Decilaus erythromelas
- Decilaus erythropholus
- Decilaus expletus
- Decilaus foraminosus
- Decilaus foveiventris
- Decilaus hispidus
- Decilaus humeralis
- Decilaus hystricosus
- Decilaus inconstans
- Decilaus infaustus
- Decilaus insularis
- Decilaus irrasus
- Decilaus lateralis
- Decilaus lineifer
- Decilaus littoralis
- Decilaus longirostris
- Decilaus major
- Decilaus medioalbus
- Decilaus megapholus
- Decilaus memnonius
- Decilaus mirabilis
- Decilaus mixtus
- Decilaus mollis
- Decilaus moluris
- Decilaus nigriclavus
- Decilaus nigrohumeralis
- Decilaus nigronotatus
- Decilaus nitidirostris
- Decilaus noctivagus
- Decilaus nucleatus
- Decilaus oosomus
- Decilaus ordinarius
- Decilaus ovatus
- Decilaus parvidens
- Decilaus parvoniger
- Decilaus perditus
- Decilaus ruficornis
- Decilaus semicalviceps
- Decilaus seriatopunctatus
- Decilaus sobrinus
- Decilaus spissus
- Decilaus squamipennis
- Decilaus squamosus
- Decilaus striatus
- Decilaus subfasciculatus
- Decilaus subterraneus
- Decilaus suturalis
- Decilaus tasmaniensis
- Decilaus tibialis
- Decilaus triangulifer
- Decilaus trivirgatus
- Decilaus variegatus
- Decilaus victoriensis
- Decilaus wilsoni
- Decilaus xanthorrhoae